# لوپ (تگزاس)
لوپ (به انگلیسی: Loop) یک منطقهٔ مسکونی در ایالات متحده آمریکا است که در تگزاس واقع شده‌است. لوپ ۹٫۲ کیلومتر مربع مساحت و ۲۲۵ نفر جمعیت دارد و ۹۹۲٫۷۵ متر بالاتر از سطح دریا واقع شده‌است.